# کلیسای سنت پریاپوس

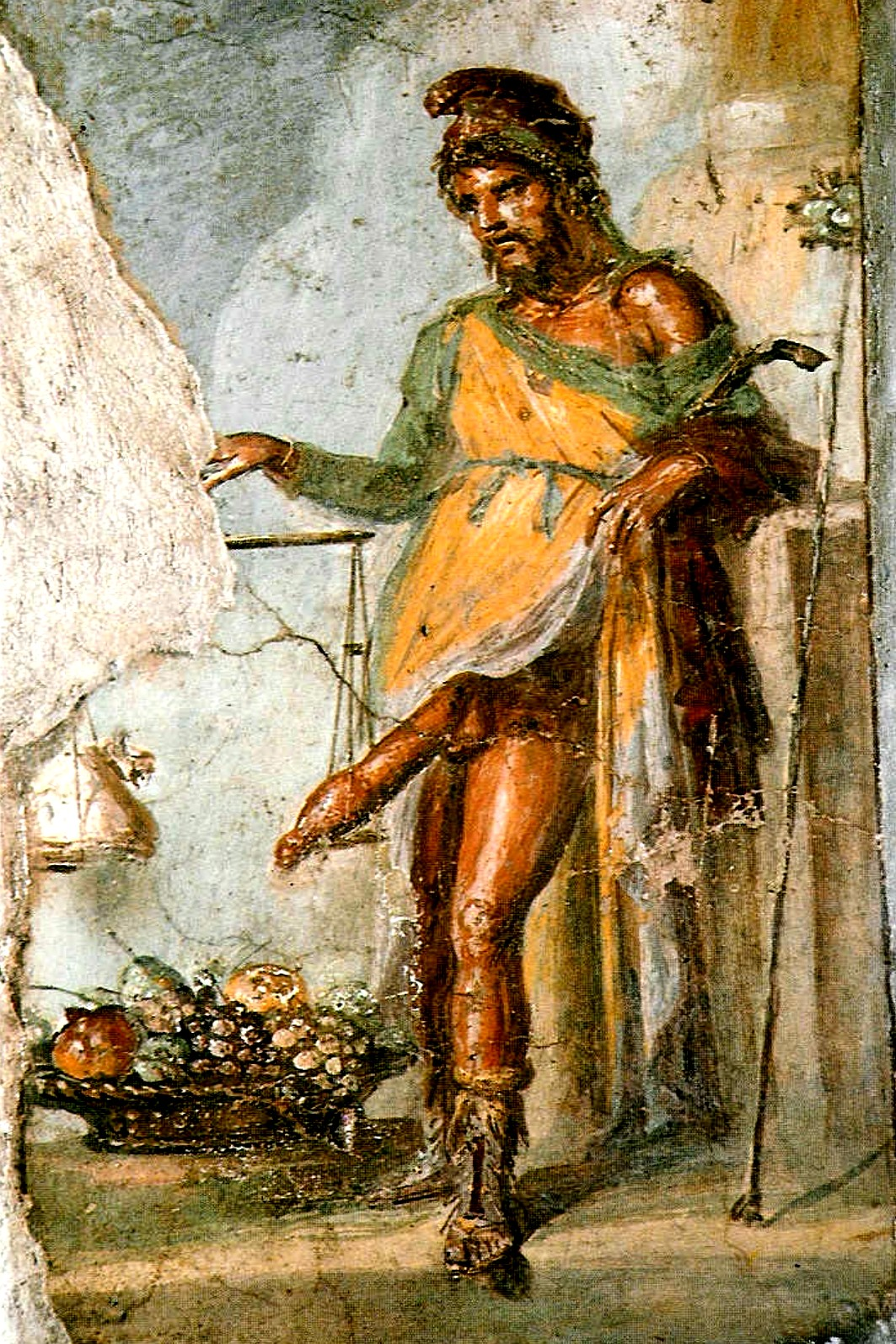
سنت پریاپوس یا پریاپوس مقدس

کلیسای سنت پریاپوس (به فرانسوی: Église S. Priape)، کلیسای پاگانیسم خاص نوعی مذهب در آمریکای شمالی است که در سال ۱۹۸۰ میلادی تأسیس گردید. این کلیسا یکی از مراکزی است که در آن آلت تناسلی مرد مورد پرستش قرار می‌گیرد.
کلیسای سنت پریاپوس نخستین بار در شهر مونترال، واقع در ایالت کبک، در کانادا و توسط دی.اف.کاسیدی تأسیس شد و طرفداران و پیروانی عمدتاً در میان مردان همجنسگرا، در کانادا و ایالات متحده پیدا کرد. تعلیمات و اعتقادات این کلیسا، که به نام یکی از خدایان یونان، پریاپوس نامیده شده‌است، می‌آموزد که الت تناسلی مرد منبع و سرچشمهٔ زندگی، زیبایی، لذت و تمتّع است. پرستش الت تناسلی مرد در این مذهب، می‌تواند توسط انواع اعمال جنسی انجام بپذیرد. ازجملهٔ این اعمال، انجام استمناء به روش گروهی و دست جمعی است. در این مذهب مایع منی نیز دارای قداست و احترام است و استفادهٔ درمانی از آن نوعی عبادت محسوب می‌شود.
کلیسای سن پریاپوس، دارای ۹ مرکز کلیسایی در کانادا و ۸ مرکز(۸ کلیسا) در ایالات متحده می‌باشد. بزرگترین کلیسای این مذهب به لحاظ عضوگیری و تعداد اعضا، کلیسایی است که در سانفرانسیسکو واقع در کالیفرنیا قرار دارد و مقر اصلی آن نیز در مونترال واقع است.